# Regelmatig twintigvlak
Een regelmatig twintigvlak of icosaëder, Oudgrieks: εἴκοσι, twintig, is een van de vijf regelmatige veelvlakken in drie dimensies. Een regelmatig twintigvlak heeft 20 gelijkzijdige driehoeken als zijvlak, die congruent zijn. Het heeft icosahedrale symmetrie.
Een regelmatig twintigvlak omvat een antiprisma.
Veel virussen, waaronder bacteriofagen, bestaan uit een regelmatig twintigvlak en een of meer helices.
| Maten van een regelmatig twintigvlak met riblengte {\displaystyle z}          | Maten van een regelmatig twintigvlak met riblengte {\displaystyle z}                                          |
| ----------------------------------------------------------------------------- | --- |
| inhoud                                                                        | {\displaystyle {\frac {5}{12}}z^{3}(3+{\sqrt {5\ }})}                                                         |
| oppervlakte                                                                   | {\displaystyle 5z^{2}{\sqrt {3\ }}}                                                                           |
| straal van de omgeschreven bol rakend aan de hoekpunten                       | {\displaystyle {\frac {z}{4}}{\sqrt {10+2{\sqrt {5\ }}\ }}}                                                   |
| straal van de bol rakend aan de ribben                                        | {\displaystyle {\frac {z}{4}}(1+{\sqrt {5\ }})}                                                               |
| straal van de ingeschreven bol rakend aan de vlakken                          | {\displaystyle {\frac {z}{12}}{\sqrt {3\ }}(3+{\sqrt {5\ }})}                                                 |
| verhouding van de inhoud {\displaystyle V} tot de inhoud van omgeschreven bol | {\displaystyle {\frac {V}{V_{OB}}}={\frac {{\sqrt {10+2{\sqrt {5\ }}}}\ }{2\pi }}}                            |
| hoek tussen twee aangrenzende vlakken                                         | {\displaystyle \cos \ \alpha =-{\frac {1}{3}}{\sqrt {5\ }}} {\displaystyle \alpha } ≈ 138° 11′ 23″ of 138,19° |

animatie
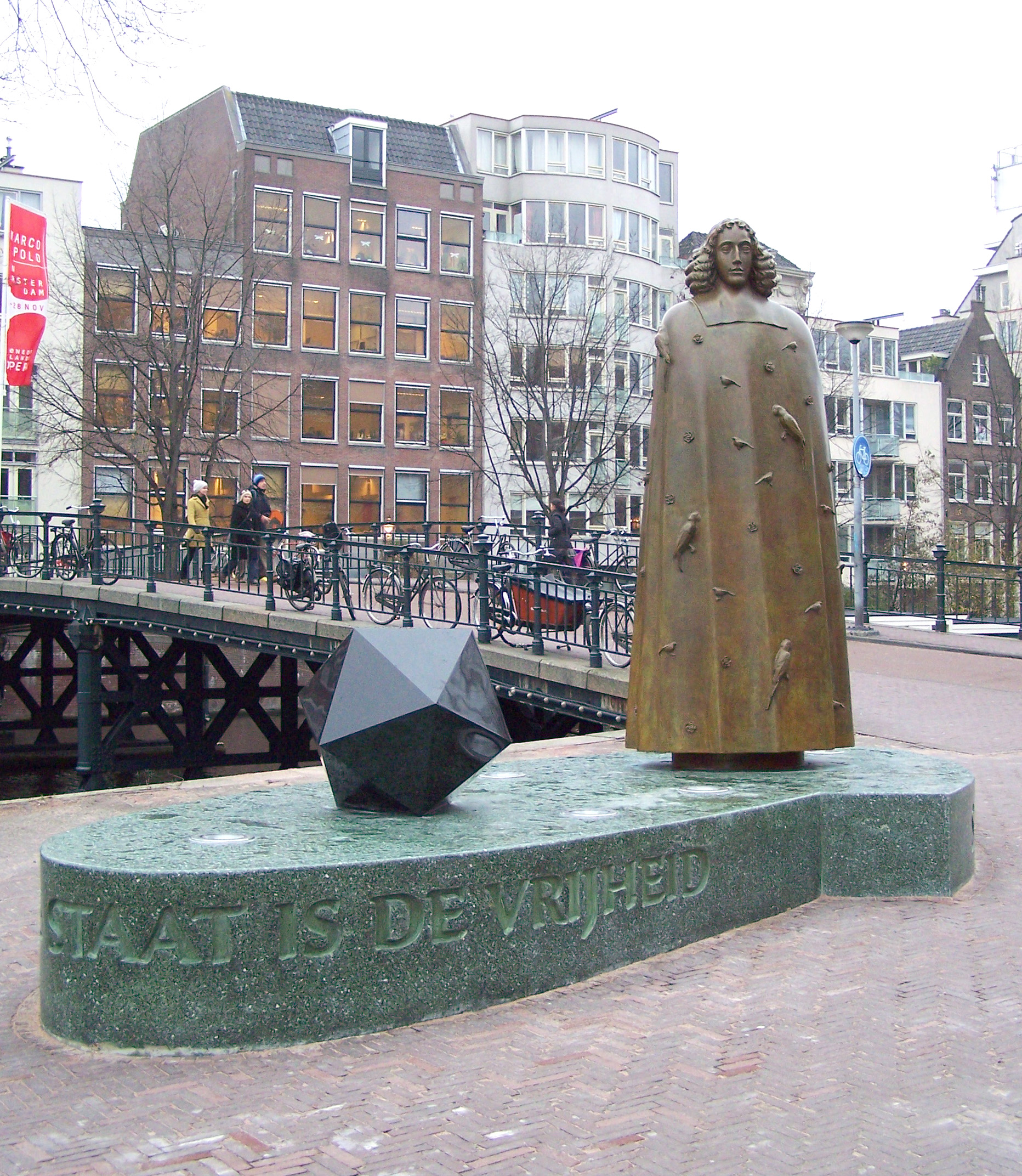
beeld van Baruch Spinoza met een regelmatig twintigvlak door Nicolas Dings Zwanenburgwal, Amsterdam
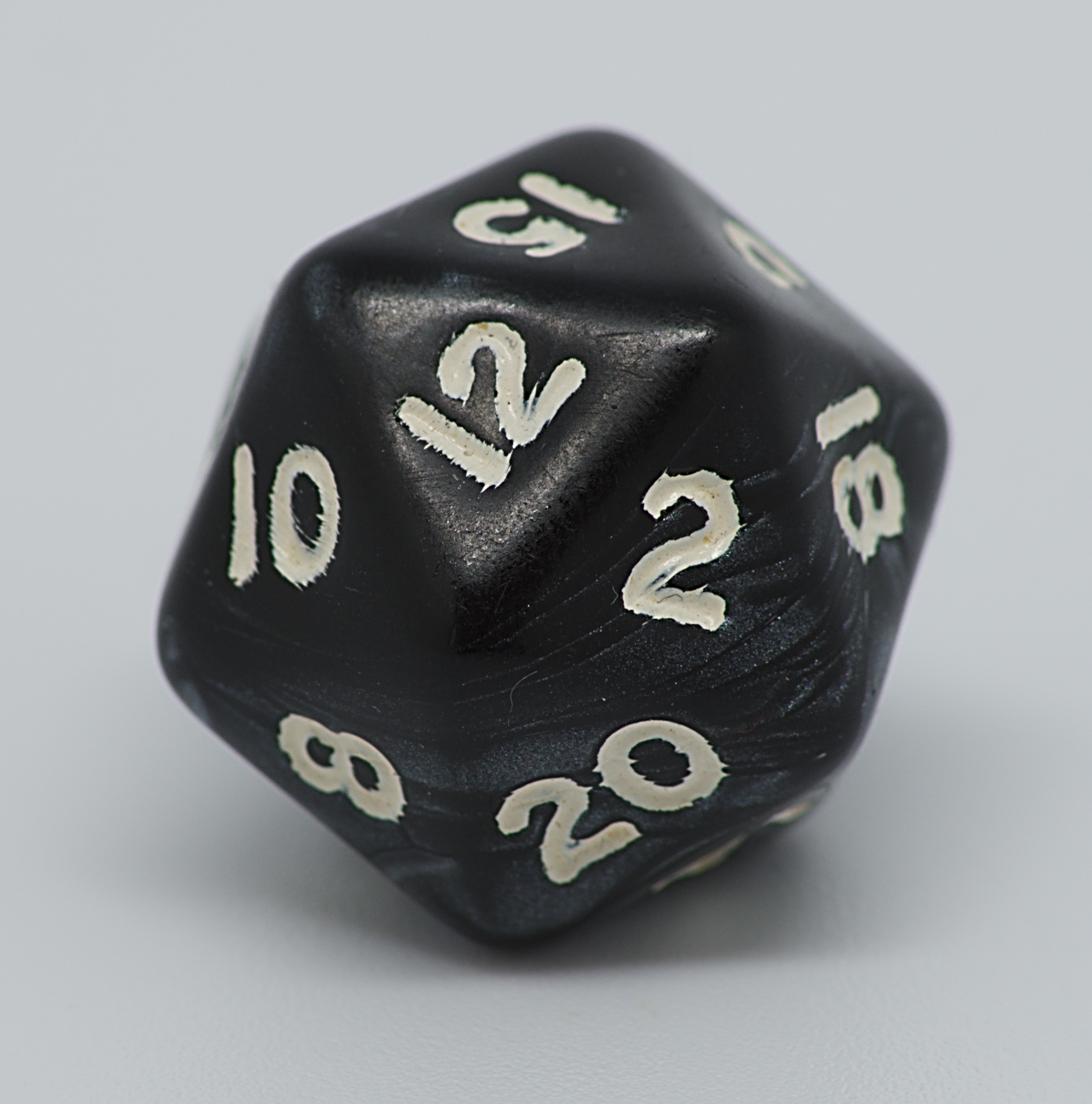
regelmatig twintigvlak als 20-zijdige dobbelsteen, veel gebruikt in d20 System-rollenspellen
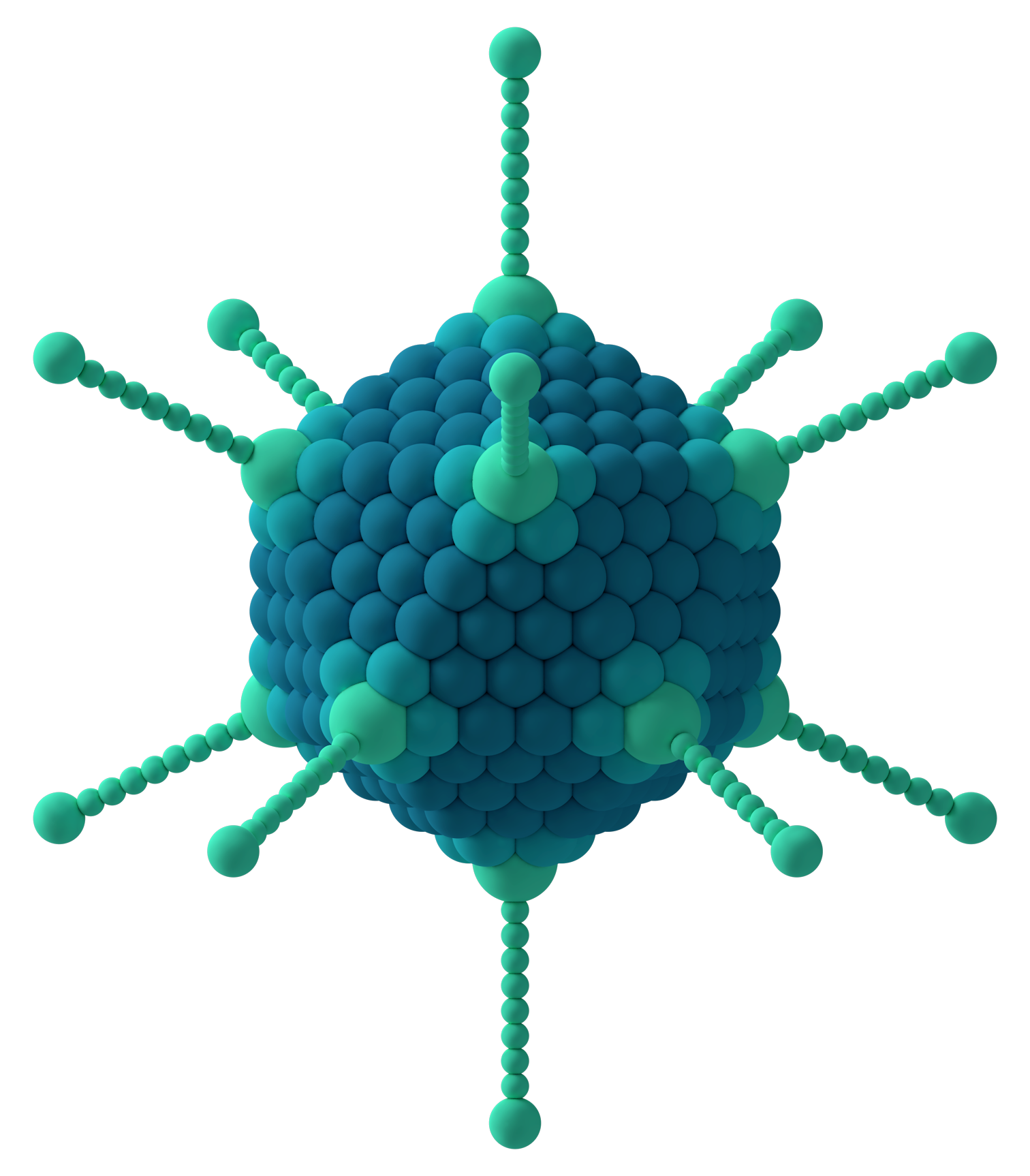
Adenovirus